# بزرگ لشگری
بزرگ لشگری (زادهٔ ۲۷ فروردین ۱۳۰۲ در تهران – درگذشتهٔ ۲۱ فروردین ۱۳۹۷ در تهران) موسیقیدان، آهنگساز و نوازندهٔ برجستهٔ ویولن اهل ایران بود.

## زندگی‌نامه

### یادگیری موسیقی
بزرگ لشگری در سال ۱۳۰۲ در خانواده ای که همگی با موسیقی آشنا بودند در تهران زاده شد و پس از پایان تحصیلات ابتدایی به موسیقی روی آورد. وی در سن پانزده سالگی به تشویق مادرش، برای فراگیری علم موسیقی، ویولن را نزد او فرا گرفت. چندی بعد کمانچه را از موسیقیدانانی چون حسن بهاری (دایی او و مسئول ارکستر دربار ناصرالدین‌شاه قاجار) و علی‌اصغر بهاری (پسر خاله خود و نوازنده نامی کمانچه) فرا می‌گیرد.
دو سال بعد برای یادگیری نت و آموختن علمی موسیقی به کلاس ابوالحسن صبا می‌رود. سپس نزد استادان دیگری مانند روح‌الله خالقی و ملیک آبراهیمیان موسیقی می‌آموزد. همچنین لشگری دانش خود را با شرکت در ارکسترهای حسین یاحقی، ابراهیم منصوری، مهدی خالدی، روبن گریگوریان توسعه می‌دهد.

### رادیو ایران
در سال ۱۳۲۳ پس از قبولی امتحانی که روح‌الله خالقی از او می‌گیرد در سال ۱۳۲۴ به عنوان سولیست ویولن در روزهای جمعه در رادیو ایران همکاری خود را با این سازمان آغاز می‌کند. همکاری او با رادیو را به سه بخش تقسیم می‌شود. در بخش نخست، بین سال‌های ۱۳۲۳ تا ۱۳۲۹ و همکاری با مرتضی محجوبی بود. دوره دوم که از اوایل سال ۱۳۲۹ با عصمت باقرپور بابلی معروف به دلکش آثاری بود که به دلیل فقدان و نبود امکانات ضبط در آن دوره، از این اجراها تقریباً چیزی باقی نمانده است. در دوره سوم، با همکاری با داوود پیرنیا و ترانه‌سرایانی چون رحیم معینی کرمانشاهی، بیژن ترقی و ایرج جنتی عطایی و خوانندگانی چون مرضیه، الهه و یاسمین و تنظیم‌های مرتضی حنانه (که نسبت خانوادگی نزدیکی با لشگری داشت) در برنامه گل‌ها، ترانه‌ها و قطعات ارکسترال بی‌کلام بی‌نظیری را ارائه داد. از جمله این آثار، ترانه «توفان» با خوانندگی مرضیه، شعر رحیم معینی کرمانشاهی و رهبری مرتضی حنانه در سال ۱۳۵۱ در تئاتر شهر است. او جمعاً مدت چهل و یکسال مجموعاً در رادیو و تلویزیون فعالیت می‌کند. وی از سال ۱۳۵۰ تا پایان خدمت در رادیو تلویزیون، متصدی تهیه آهنگ‌های اصیل ایرانی بود.

### همکاری با خوانندگان
در اواخر سال ۱۳۳۲ بنا به دلایلی همکاری خود را با دلکش قطع می‌کند و به همراه جواد لشکری به مدت دو ماه عهده‌دار این ارکستر می‌شوند و نخستین ترانه آنها با شعر رهی معیری به نام «نازنین یار من، غافل از کار من» آغاز می‌شود. لشگری در همان سال رهبری ارکستر مرضیه را به عهده می‌گیرد و ابتدا با تنظیم چند آهنگ قدیمی مانند: «در فکر تو بودم»، «صورتگر نقاش چین برای گل‌های رنگارنگ شماره ۱۰۰» از علی‌اکبر شیدا و ده‌ها آهنگ دیگر کار را با وی آغاز می‌کند.
بزرگ لشگری با الهه و یاسمین همکاری گسترده‌ای بین سال‌های ۳۶ تا ۴۰ داشته است.
وی از بهترین آثار خود به ترانه‌های «مناجات» با صدای الهه، «طوفان» از مرضیه، «صدایم کن» و «دریغا دریغا» با صدای گلپا (اکبر گلپایگانی)، «نم نم بارون» و «مگه نبود» با صدای فرشته، «آبشار» و «صحرانشین» با صدای یاسمین اشاره می‌کند.

### اجرا در کشورهای دیگر
نخستین حضور او در سال ۱۳۲۹ و در زمان کارمندی راه‌آهن ایران بود. او در آن زمان تصمیم به راه اندازی یک ارکستر گرفت و برای ترویج موسیقی ایرانی به هامبورگ آلمان و استانبول ترکیه سفر کرد. سفرهای بعدی او در سال‌های نخستین دهه ۱۳۵۰ هستند. او با داشتن مسئولیت انتخاب و اعزام هنرمندان موسیقی به کشورهای خارجی، خود نیز سرپرستی یکی از این گروه‌های موسیقی را بر عهده داشت. در این دوره، به بهانه سال نو، هنرمندان موسیقی در سفارت ایران در کشورهای مختلف، با اجرای برنامه، گوشه‌ای از موسیقی ایرانی را برای مردم دیگر کشورها اجرا می‌کردند. البته، اجراهای برخی از این گروه‌ها در آمریکا با مخالفت برخی از دانشجویان ایرانی مخالف رژیم شاه در آن کشور همراه بود.

### فروش پیانو
بزرگ لشگری از سال ۱۳۶۹ دست از آفرینش آثار موسیقی کشید و نسل‌های بعدی، او را به واسطه یکی از بزرگ‌ترین مراکز فروش پیانوی تهران معروف به یاماها می‌شناسند. او در سال ۱۳۹۳ و همزمان با مراسمی در موزه موسیقی ایران برای قدردانی از او، ویولنی را که بسیاری از قطعات ساخته شده از سوی خود را با آن می‌نواخت، به آن موزه اهدا کرد.